# Пробиотики

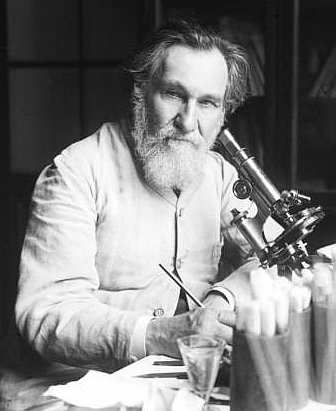
Илья Мечников, исследователь молочнокислой палочки

Пробио́тики — живые микроорганизмы, приносящие пользу хозяину при введении в адекватных количествах.
По другому определению это микроорганизмы, использующиеся в терапевтических целях, а также пищевые продукты и биологически активные добавки, содержащие живые микрокультуры. Согласно ГОСТ Р 52349-2005 «Продукты пищевые. Продукты пищевые функциональные. Термины и определения», пробиотик — это функциональный пищевой ингредиент в виде полезных для человека непатогенных и нетоксикогенных живых микроорганизмов, обеспечивающий при систематическом употреблении в пищу в виде препаратов или в составе пищевых продуктов благоприятное воздействие на организм человека в результате нормализации состава и (или) повышения биологической активности нормальной микрофлоры кишечника.

## Общая характеристика
Согласно ГОСТ Р 56139-2014, к основным пробиотическим микроорганизмам относят лактобациллы (Lactobacillus), бифидобактерии (Bifidobacterium), пропионовокислые бактерии (Propionibacterium), стрептококки вида Streptococcus thermophilus, бактерии рода Lactococcus.
Согласно определению ВОЗ, термин пробиотики (англ. probiotics) означает:

Апатогенные для человека бактерии, обладающие антагонистической активностью в отношении патогенных и условно патогенных бактерий и обеспечивающие восстановление нормальной микрофлоры.
— Глоссарий по вакцинологии и иммунизации ВОЗ, 2009
Многие, но не все, пробиотики входят в группу молочнокислых бактерий.
Как пробиотики чаще всего используются виды родов Lactobacillus и Bifidobacterium, но также эту роль играют некоторые спорообразующие бактерии, в частности из рода Bacillus, некоторые виды E.coli и дрожжи Saccharomyces boulardii, а также Clostridium butyricum (зарегистрирована в Европейском союзе как пищевой продукт).

## Показания и данные об эффективности

### Позиция организаций
Согласно статье Американской гастроэнтерологической ассоциации (AGA) за 2008 год, на тот момент ещё не имелось достаточного количества научных данных в отношении того, какой конкретно пробиотик целесообразно использовать для улучшения определённых состояний или при лечении конкретных болезней.
Согласно статье AGA за 2008 год, на тот момент пробиотики наиболее часто использовались при лечении следующих заболеваний и состояний:
- синдром раздражённого кишечника — пробиотические штаммы молочнокислых бактерий Bifidobacterium infantis и Lactobacillus plantarum и грибки Sacchromyces boulardii, а также комбинация пробиотиков могут помочь с налаживанием дефекации;
- инфекционная диарея, вызванная ротавирусной инфекцией, в том числе у младенцев и маленьких детей — штаммы лактобактерий видов Lactobacillus rhamnosus и Lactobacillus casei;
- антибиотик-ассоциированная диарея — Saccharomyces boulardii могут предотвратить рецидивы наиболее опасных и наиболее часто встречающихся антибиотико-ассоциированных диарей, вызываемых Clostridium difficile.

Согласно статье 2008 года, AGA считала, что на тот момент отсутствовали доказательства эффективности применения пробиотиков при диарее путешественников, а также, несмотря на возможную полезность применения пробиотиков для поддержания здоровья полости рта, профилактики и лечении экземы и других заболеваний кожи, урологических заболеваний и заболеваний влагалища, а также предотвращения аллергии у детей и взрослых, исчерпывающие доказательства полезности пробиотиков отсутствовали, а имевшиеся результаты исследований были противоречивы.

### Данные метаанализов и обзоров
В кохрейновском метаобзоре, проанализировав работы о применении пробиотиков для профилактики острых заболеваний верхних дыхательных путей, исследователи выявили небольшой протективный эффект пробиотиков по сравнению с плацебо, но авторы обзора отметили низкое и очень низкое качество исходных исследований, и особо отметили, что побочные (сторонние) эффекты пробиотиков были крайне слабыми, а наиболее распространены были симптомы в ЖКТ.
Опубликованный в авторитетном медицинском журнале Journal of the American Medical Association большой клинический обзор восьмидесяти двух рандомизированных клинических исследований показал эффективность пробиотиков при антибиотико-ассоциированной диарее как при лёгких формах, так и тяжёлых, вызванных бактерий Clostridium difficile.
На 2011 год нет научных доказательств о предотвращении болезней или улучшении здоровья от приёма пробиотиков.
Конкретные пробиотики, как правило, недостаточно исследованы: даже в тех случаях, когда исследователи используют штаммы живых бактерий, состав коктейля сильно различается в разных лабораториях. Даже при синдроме избыточного роста бактерий эффективность пробиотиков является сомнительной и не имеет убедительных доказательств, к тому же считается, что приём пробиотиков может приводить к ятрогенному избыточному росту пробиотических микроорганизмов в тонкой кишке, а некоторые из пробиотических микроорганизмов могут вызывать оппортунистические инфекции, рост заболеваемости аутоиммунными расстройствами, генетические нарушения, активировать сигнальные пути, связанные с раком и другими хроническими болезнями, и пр.
Было обнаружено, что пробиотики имеют важное значение в области подходов к борьбе с болезнью Альцгеймера на основе пищевых продуктов.
Область применения пробиотиков недостаточно регулируется, чем могут пользоваться фармацевтические компании.
Несмотря на противоречивые сведения о терапевтическом эффекте пробиотиков, наиболее сильные доказательства их эффективности связаны с использованием пробиотиков для улучшения функционирования кишечника и стимулирования иммунной системы. Есть и др. направления оздоровительного воздействия на организм. Например, пробиотики рассматриваются как альтернативный вариант терапии и ведения пациентов с печёночной энцефалопатией, имеются данные о влиянии пробиотиков на снижение уровня холестерина.
Молочнокислые бактерии, включая Lactobacillus, ферментация которых в течение тысяч лет использовалась для сохранения пищи, могут действовать и как средство для ферментации, и, дополнительно, потенциально способны оказывать благотворный эффект на состояние здоровья. Но термин «пробиотик» должен использоваться только для живых микробов, которые показали положительные эффекты на состояние здоровья в контролируемых клинических исследованиях на человеке, тогда как понятие «ферментация» относится к сохранению сырых сельскохозяйственных продуктов.
Пилотное рандомизированное, двойное слепое, плацебо-контролируемое клиническое исследование на людях (пациенты с синдромом Ретта в возрасте от 1 до 50 лет) показало, что прием пробиотика Lactobacillus plantarum PS128 потенциально может улучшить моторные функции у пациентов с синдромом Ретта, особенно дистонию ног.

## Формы выпуска
Пробиотики могут выпускать в составе жидких продуктов или средств (в том числе в составе продуктов) и в сухом лиофилизированном виде.
Пробиотики могут быть в виде отдельного препарата, а также в составе пищевых добавок, пищевых продуктов (к примеру йогурта и т. д.). В отношении пищевых добавок и пищевых продуктов-пробиотиков не существует строгих норм и правил производства, которые должен выполнять производитель. В США пробиотики находятся за пределами компетенции Управления по контролю качества пищевых продуктов и лекарственных средств (FDA). При приёме пробиотиков с лечебными целями целесообразно проконсультироваться с врачом.
Пробиотики присутствуют на рынке в широком спектре — от пищевых продуктов до рецептурных препаратов:
- пища;
- пищевое замещение;
- пищевые добавки (таблетки, капсулы или пакетики, обычно с сублимированными бактериями);
- «натуральные здоровые продукты» (эта категория пробиотических продуктов специфична для Канады);
- безрецептурные препараты;
- рецептурные препараты.

## Механизм действия
Пробиотики действуют на экосистему ЖКТ, влияя на иммунные механизмы в слизистой оболочке, взаимодействуя с симбиотическими или потенциально патогенными микробами, генерируя продукты метаболического обмена и коммуницируя с клетками хозяина посредством химических сигналов. Эти механизмы могут приводить к антагонизму с потенциальными патогенами, улучшению среды ЖКТ, укреплению желудочно-кишечного барьера, отрицательной обратной связи с воспалением и обратной связи с иммунным ответом на антигенные вызовы. Предположительно именно эти феномены дают положительные эффекты, включающие снижение частоты и тяжести диареи, при которой пробиотики применяются чаще всего.
Иммунологические эффекты пробиотиков:
- активируют локальные макрофаги, повышая презентацию антигена В лимфоцитам и повышая продукцию секреторного иммуноглобулина А как местно, так и системно;

- модулируют цитокиновый профиль;
- вызывают толерантность к пищевым антигенам.

Неиммунологические эффекты пробиотиков:
- способствуют пищеварению и конкурируют за питательные вещества с патогенами;
- изменяют местное pH для создания неблагоприятной местной окружающей среды для патогенов;
- вырабатывают бактериоцины для ингибирования патогенов;
- уничтожают супероксидные радикалы;
- стимулируют эпителиальную продукцию муцина;
- усиливают кишечную барьерную функцию;
- конкурируют с патогенами за адгезию;
- модифицируют исходящие из патогенов токсины.

## История открытия
В начале XX века нобелевский лауреат Илья Мечников постулировал, что молочнокислая бактерия (МКБ) благотворно влияет на состояние здоровья и способствует долголетию. Он предположил, что «кишечная аутоинтоксикация», вызывающая старение, может быть уменьшена модификацией кишечной микробиоты и замещением протеолитических микробов полезными. Он разработал диету с кисломолочными продуктами. В 1917 году немецкий учёный Альфред Ниссле изолировал непатогенный штамм Escherichia coli. Этот штамм, получивший название Escherichia coli Nissle 1917 — один из примеров немолочнокислой бактерии-пробиотика. Анри Тиссье из Института Пастера впервые изолировал Bifidobacterium и выдвинул гипотезу о возможности замещений этой бактерией протеолитических бактерий, вызывающих диарею. Японский врач Минору Широта изолировал штамм Shirota Lactobacillus casei для борьбы с диареей, пробиотический продукт с этим штаммом выпускается с 1935 года.
Пробиотики были определены как микробные факторы, которые стимулируют рост других микроорганизмов. Рой Фуллер предложил определение пробиотиков, которое используется сейчас: «Живая микробная кормовая добавка, которая благотворно влияет на животное-хозяина, улучшая его кишечный микробный баланс».
Первоначально термин «пробиотик» относился к микроорганизмам, которые воздействуют на другие микроорганизмы. Существовала концепция пробиотиков, которая включала представление о том, что вещества, выделяемые одним микроорганизмом, стимулировали рост другого микроорганизма. Паркер использовал термин, который определил эту концепцию как «Организмы и вещества, которые оказывают благотворное влияние на животное-хозяина, внося вклад в его микробный баланс в кишечнике». Далее Фуллер дал более точное описание существующего термина. Фуллер описал пробиотики как «живую микробную пищевую добавку, которая благотворно влияет на животное-хозяина, улучшая его кишечный микробный баланс». Он указал на две важные задачи пробиотиков: жизнеспособную природу и способность помочь с кишечным балансом.